# Otto Fischbeck
Otto Fischbeck né le 28 août 1865 à Güntershagen, arrondissement de Dramburg et mort le 23 mai 1939 à Berlin) est un homme politique allemand (Parti populaire progressiste, DDP).

## Biographie
Fischbeck étudie les sciences politiques et camérales à Greifswald et à Berlin. Durant ses études et au-delà, il devient membre de diverses fraternités : fraternité Neogermania Berlin (de) (1885), fraternité Arminia Greifswald (1887), fraternité Arminia Kiel, fraternité Hansea Hamburg (1935).
Fischbeck est membre du Parti populaire progressiste depuis sa fondation en 1910, et il en devient le président vers la fin de l'Empire allemand. En 1918, il négocie avec Gustav Stresemann du Parti national-libéral une fusion pour les progressistes et donc la fusion de toutes les forces libérales de l'Empire allemand. Les négociations échouent parce que de nombreux progressistes ont des réserves sur Gustav Stresemann. Fischbeck participe alors à la fondation de la DDP.
En 1895, Fischbek est élu pour la première fois au Reichstag de l'Empire allemand lors d'une élection partielle dans la circonscription de Lennep-Mettmann pour le Parti populaire radical. Il conserve ce mandat jusqu'à ce qu'il ne soit pas réélu lors des élections du Reichstag de 1903. Au lieu de cela, la même année, il est élu à la Chambre des représentants de Prusse, dont il sera député jusqu'en 1913. En 1907, il est réélu au Reichstag dans la 6e circonscription de Liegnitz (Liegnitz-Goldberg-Haynau) et peut défendre ce mandat jusqu'à la fin de l'Empire allemand en 1918.
De 1910 à 1912, il est chef de groupe parlementaire du Parti populaire progressiste. En 1919/20, il est député de l'Assemblée nationale de Weimar. De 1921 à 1924, Fischbeck est également député du Landtag de l'État libre de Prusse. Enfin, en 1928-1930, il est de nouveau député du Reichstag.
Du 1er avril 1918 jusqu'à sa nomination au poste de ministre prussien du Commerce le 6 novembre 1918, il est directeur de l'Association du Grand Berlin (de), succédant à Karl Steiniger (de).
Avec la formation du Conseil des représentants du peuple le 14 novembre 1918, Fischbeck est le seul non-socialiste à devenir membre du nouveau gouvernement du l'État de Prusse. Il occupe le poste de ministre du Commerce. Il conserve ce poste dans les cabinets suivants, soutenus par le parlement, des sociaux-démocrates Paul Hirsch (de) et Otto Braun, ainsi que de l'homme politique du Zentrum Adam Stegerwald. Il quitte le cabinet après la deuxième élection d'Otto Braun le 7 novembre 1921.
En 1924, Fischbeck reçoit le titre honorifique de doyen de la ville de Berlin (de).
Otto Fischbeck est mort à Berlin en 1939, à l'âge de 74 ans. Sa tombe se trouve au cimetière de Luisenstadt à Berlin-Kreuzberg (champ 10A).